# Paul Cohen
Paul Joseph Cohen (2. dubna 1934 Long Branch, New Jersey, USA – 23. března 2007 Palo Alto, Kalifornie) byl americký matematik, který dokázal nezávislosti hypotézy kontinua a axiomu výběru ze Zermelovy-Fraenkelovy teorie množin metodou zvanou forcing.

## Životopis
Rodiče Paula Cohena, Abraham a Minnie Cohen, byli židovští přistěhovalci z rodného Polska. Jeho otec vystřídal řadu zaměstnání a matka se živila krejčovstvím. Paul byl nejmladší ze čtyř sourozenců a dětství prožil v Brooklynu v New Yorku. Po rozvodu svých rodičů byl vychováván pouze svou matkou. Zájem o matematiku projevil už od útlého dětství, kdy začal studovat již i vyšší matematiku. Byl považován za matematického génia. Navštěvoval Stuyvesant High School v New Yorku, kterou ukončil v šestnácti letech v roce 1950. Tato škola, s vysokou reputací matematiky a přírodních věd, přijímala jen ty nejlepší studenty po složení přijímacích zkoušek.
Po úspěšném ukončení se stal studentem na Brooklyn College, a to v letech 1950 až 1953. Studium však ukončil bez titulu bakalář a byl přijat na postgraduální studium na University of Chicago. Jeho rozhodnutí bylo také ovlivněno možností provádět výzkum. Znalosti z teorie čísel získal před začátkem studia v Chicagu pouze osobním studiem řady klasických textů. Aby své znalosti prohloubil, začal pracovat na teorii čísel pod dohledem André Weila. V roce 1954 získal magisterský titul a své úsilí zaměřil do teorie čísel. I přes svou vědeckou činnost se zajímal o dění na fakultě, a o problémy ve svém oboru.
Pod vedením Antoniho Zygmunda pokračoval ve studiu v Chicagu a v roce 1958 mu byl udělen titul Ph.D. za jeho disertační práci v teorii jedinečnosti trigonometrické řady.
Při své vědecké práci a studiu si vytvořil se svými spolužáky řadu přátelství, která trvala po celý jeho další život. Jeden z jeho přátel John Griggs Thompson, jenž pracoval jako vědecký pracovník, jej se svými kolegy (Michael Morley, Anil Nerode, Bill Howard, Ray Smullyan, a Stanley Tennenbaum) ovlivnil, aby se začal zajímat také o obor logika.
Ještě před udělením doktorátu v roce 1957 by Cohen jmenován instruktorem matematiky na University of Rochester, kde působil jeden rok. Jeden akademický rok 1958-1959 působil na Massachusettském technologickém institutu a v letech 1959-1961 jako asistent v Institutu pro pokročilá studia (Institute of Advanced Studies) u Princetonu. V těchto letech Cohen učinil řadu významných matematických objevů.
V roce 1961 byl Cohen jmenován odborným asistentem matematiky na fakultě Stanfordovy univerzity a v následujícím roce 1962 byl jmenován docentem.
V srpnu 1962 se Cohen zúčastnil mezinárodního kongresu matematiků ve Stockholmu. Zde se na výletní plavbě ze Stockholmu do Leningradu setkal se svou budoucí manželkou Christine Karlsovou z Malungu ve Švédsku. Jejich svatba se konala 10. října 1963 a v manželství měli tři syny, dvojčata Erica a Stevena, a Charlese.
V roce 1964 byl jmenován profesorem na Stanfordu a vyřešil jeden z nejnáročnějších otevřených problémů v matematice. Cohen pomocí techniky zvané forsing dokázal nezávislost v teorii množin s axiomem výběru a zobecněné hypotézy kontinua.
Na mezinárodním sympoziu o teorii modelů 4. července 1963 v Berkeley mluvil Cohen o své práci na nezávislosti axiomu výběru a hypotézy kontinua na axiomech Zermelovy-Fraenkelovy teorie množin. Jeho důkaz se objevil ve dvou dokumentech nezávislosti hypotézy kontinua (1963) a nezávislosti hypotézy kontinua II (1964). V roce 1964 mu byla udělena pamětní Bôcher Memorial Prize od americké matematické společnosti.
V roce 1966 Cohen vydal monografii o teorii množin a hypotéze kontinua. Ve stejném roce získal Fieldsovu medaili za jeho základní práce na základech teorie množin (pouze jednomu medailistovi – Larsu Ahlforsovi – byla udělena medaile v mladším věku) a v roce 1967 Cohen získal Národní vyznamenání za vědu.
Cohen získal rovněž ocenění od prezidenta Lyndona B. Johnsona na ceremonii v Bílém domě 13. února 1968. Byl rovněž zvolen do Národní akademie věd, Americké akademie umění a věd, a čestným zahraničním členem Londýnské matematické společnosti.
Kromě teorie množin Cohen pracoval na teoriích diferenciálních rovnic a harmonické analýzy.
Cohen byl rovněž jmenován Marjorie Mhoon Fair profesorem kvantitativních věd na Stanfordu v roce 1972 jako první držitel tohoto postu. Oficiálně odešel v roce 2004, ale k pedagogickému působení na Stanfordu se věnoval ještě krátce před smrtí. Cohen umřel na vzácné onemocnění plic ve Stanford Hospital v Palo Alto.
Ke Cohenovým zájmům patřila hra na klavír a housle, zpíval ve sboru Stanfordu, a byl členem švédské lidové skupiny. Byl také polyglot – mluvil švédsky, francouzsky, španělsky, německy a jidiš. Se svoji manželkou pořádali časté večírky pro své kolegy, studenty a přátele. Miloval San Francisco a okolí.

## Ocenění
- Bôcher Memorial Prize (1964)
- Fieldsova medaile (1966)
- Národní vyznamenání za vědu (1967)